# Side by Side
Pour plus de détails, voir Fiche technique et Distribution.
Side by Side est un film documentaire américain réalisé par Christopher Kenneally en 2012. Il a été produit par Justin Szlasa et l'acteur Keanu Reeves.

## Synopsis
Le documentaire traite le passage de la pellicule au numérique vu par les réalisateurs et chefs-opérateurs majeurs de l'Histoire du cinéma.

## Personnes interrogées
- Keanu Reeves, acteur
- John Malkovich, acteur
- Danny Boyle, réalisateur
- George Lucas, réalisateur, producteur
- James Cameron, réalisateur
- David Fincher, réalisateur
- David Lynch, réalisateur
- Robert Rodriguez, réalisateur
- Martin Scorsese, réalisateur
- Steven Soderbergh, réalisateur
- The Wachowskis, réalisateurs
- Christopher Nolan, réalisateur
- Joel Schumacher, réalisateur
- Richard Linklater, réalisateur
- Lars von Trier, réalisateur
- Lena Dunham, réalisateur, actrice
- Greta Gerwig, actrice
- Caroline Kaplan, producer
- Lorenzo di Bonaventura, producteur
- John Knoll, superviseur des effets spéciaux à Industrial Light & Magic
- Dennis Muren, special effects artist
- Craig Wood, monteur
- Derek Ambrosi, monteur
- Dion Beebe, directrice de la photographie
- Jost Vacano, directeur de la photographie